# Ravine du Sud
De Ravine du Sud (ook Grande Ravine du Sud genoemd) is een rivier in het zuiden van Haïti. De rivier heeft een lengte van 34 kilometer. Het debiet bedraagt 3,9 m³/s.